# Tetsuya Harada
Tetsuya Harada (n. 14 iunie 1970, Chiba, Japonia) este un fost pilot motociclism de viteză japonez. A câștigat un titlu mondial la clasa 250cc.